# Atout Cœur (film, 1984)
Pour les articles homonymes, voir Atout Cœur et Heartbreaker.
Pour plus de détails, voir Fiche technique et Distribution.
Atout Cœur (Heartbreakers) est un film américain réalisé par Bobby Roth, sorti en 1984.

## Synopsis
Blue, peintre en attente de reconnaissance, vient d'être largué par sa copine après une longue relation car elle le trouve trop immature. Eli quant à lui, qui travaille dans le business des tenues d'aérobic avec son père enchaîne les histoires sans lendemain. L'amitié des deux amis est mise en péril lorsqu'il tombe tous les deux amoureux de la même femme, Liliane, la nouvelle galeriste de Blue.

## Fiche technique
- Titre : Atout Cœur
- Titre original : Heartbreakers
- Réalisation : Bobby Roth
- Scénario : Bobby Roth
- Musique : Tangerine Dream
- Photographie : Michael Ballhaus
- Montage : John Carnochan
- Production : Bobby Roth et Bob Weis
- Société de production : Jethro Films Production
- Société de distribution : Orion Pictures (États-Unis)
- Pays de production :  États-Unis
- Genre : Drame
- Durée : 98 minutes
- Dates de sortie : 
  - États-Unis : 28 septembre 1984
  - France : 12 mars 1986

## Distribution
- Peter Coyote : Blue
- Nick Mancuso : Eli
- Carole Laure : Liliane
- Max Gail : King
- James Laurenson : Terry Ray
- Carol Wayne : Candy
- Jamie Rose : Libby
- Kathryn Harrold : Cyd
- George Morfogen : Max
- Jerry Hardin : Warren Williams
- Henry G. Sanders : Reuben
- Walter Olkewicz : Marvin

## Distinctions
Le film a été présenté en sélection officielle en compétition lors de Berlinale 1985.